# 248 Lameia
Lamia o 248 Lameia è un asteroide della fascia principale del diametro medio di circa 48,66 km. Scoperto nel 1885, presenta un'orbita caratterizzata da un semiasse maggiore pari a 2,4711338 UA e da un'eccentricità di 0,0646083, inclinata di 4,05251° rispetto all'eclittica.
Il suo nome è dedicato a Lamia, nella mitologia greca, una bellissima regina della Libia, figlia di Belo, che fece innamorare Zeus.